# Маркливилл (аэропорт)
Аэропорт округа Алпайн (англ. Alpine County Airport), (FAA LID: M45) — государственный гражданский аэропорт, расположенный в шести километрах к северу от центра делового района территории Маркливилл округа Алпайн (Калифорния), США.

## Операционная деятельность
Аэропорт округа Алпайн занимает площадь в 121 гектар, расположен на высоте 1788 метров над уровнем моря и эксплуатирует одну взлётно-посадочную полосу:
- 17/35 размерами 1354 x 15 метров с асфальтовым покрытием.

За период с 15 августа 2007 года по 15 августа 2008 года Аэропорт округа Алпайн обработал 650 операций взлётов и посадок самолётов (в среднем 54 операции ежемесячно), все рейсы в данном периоде пришлись на авиацию общего назначения.
Аэропорт не имеет собственных строений, освещения объектов инфраструктуры (включая и взлётно-посадочную полосу) и прекращает свою работу на время снежного периода.